# Lütjenburg

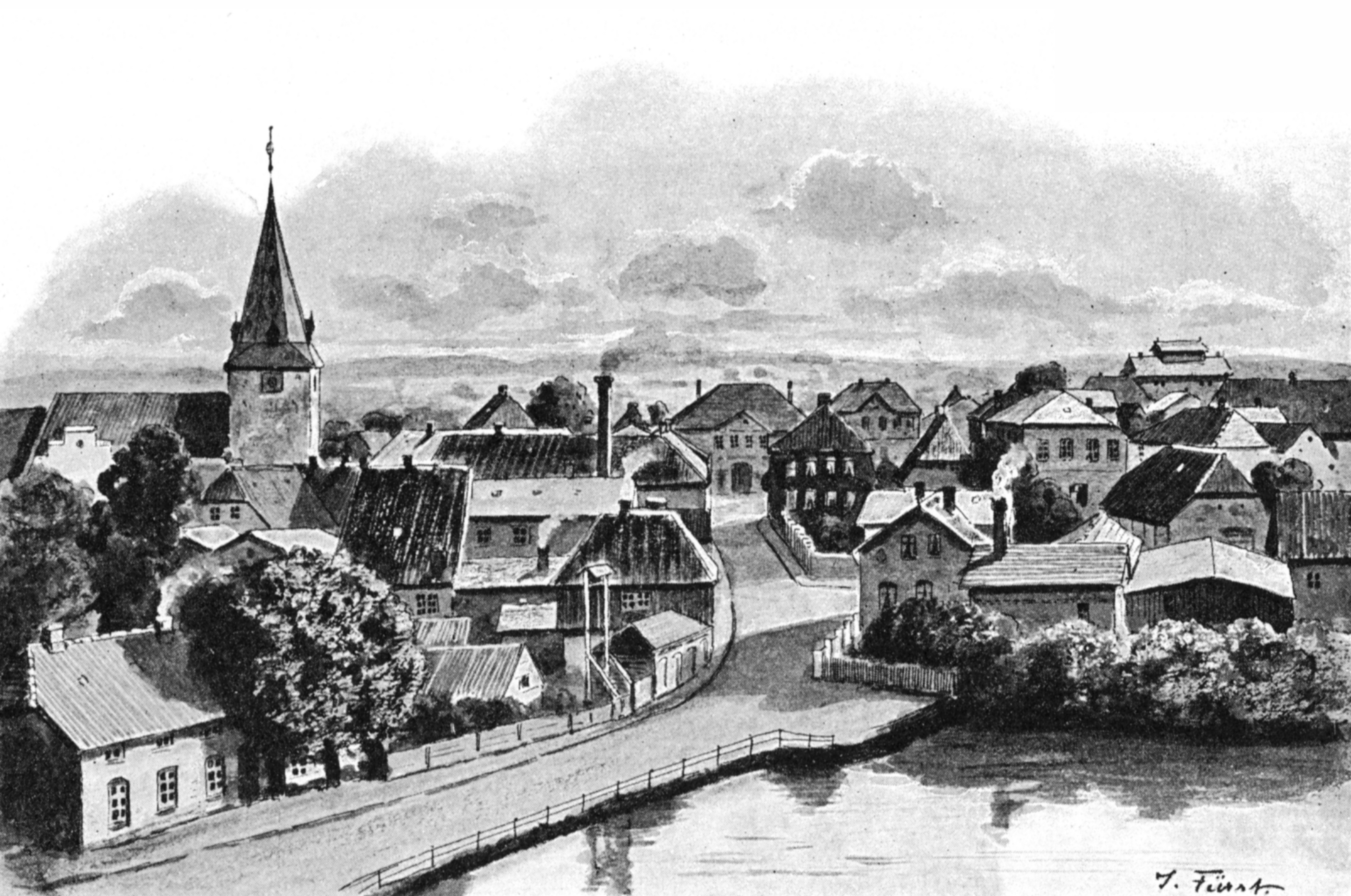
Lütjenburg 1895

Lütjenburg hay Luetjenburg là một đô thị thuộc huyện Plön, bang Schleswig-Holstein, Đức. Nó tọa lạc cách Plön 18 cây số (11,2 dặm) về phía Đông Bắc và cách Kiel 30 cây số (18,6 dặm) về phía Đông.

## Lịch sử

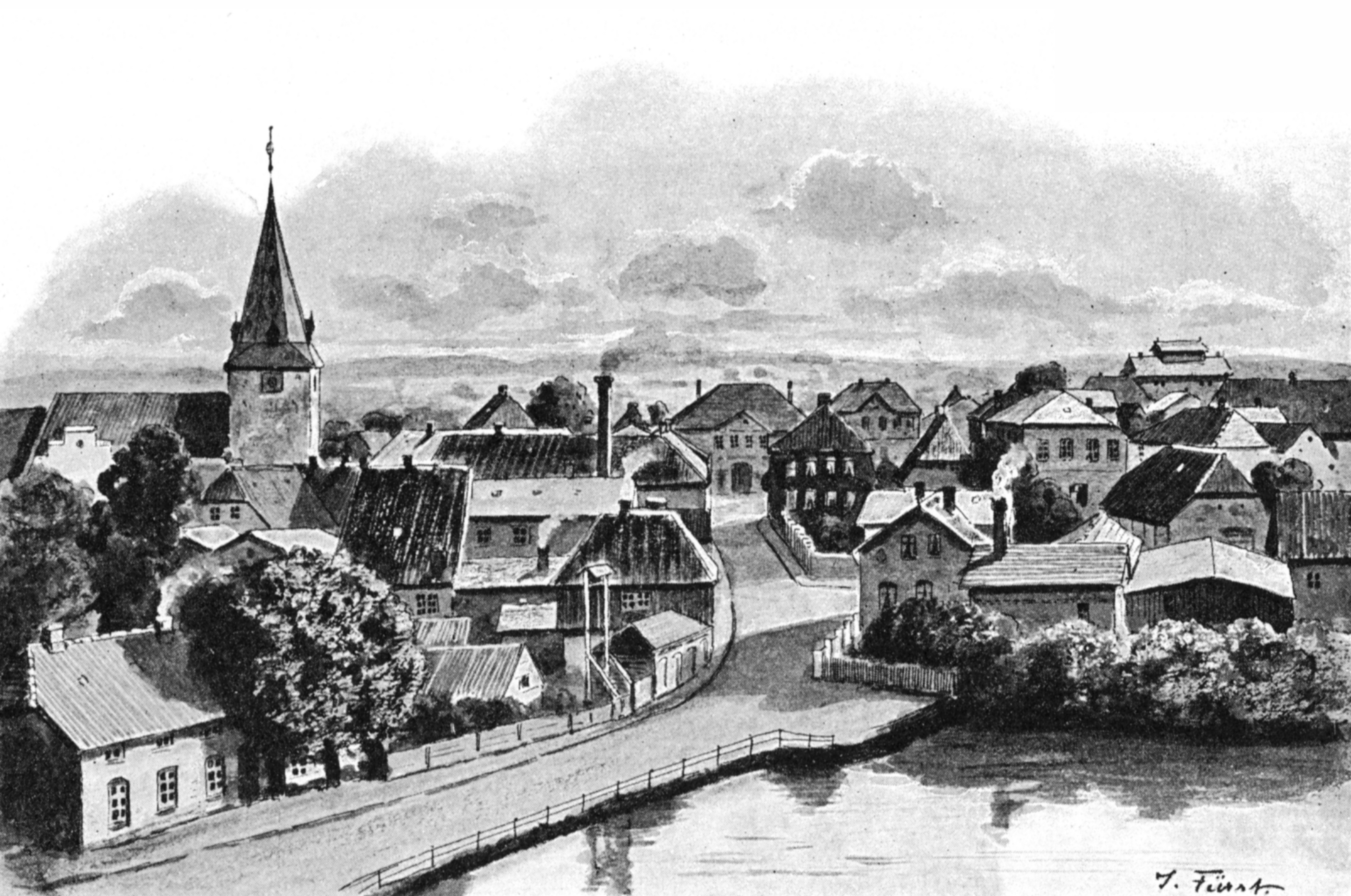
Thành phố Lütjenburg năm 1895

Lütjenburg được sáng lập vào thế kỷ thứ 12 bởi lãnh chúa Holstein sau khi Đế quốc La Mã Thần thánh dân tộc Đức đánh chiếm một vùng đất cũ của người Xlavơ.

## Chính trị
Trong cuộc bầu cử địa phương năm 2008, Liên minh Dân chủ Cơ Đốc Đức giành được 10 ghế và Đảng Dân chủ Xã hội Đức giành được 9 ghế còn lại trong Hội đồng thành phố.
Đại biểu Thượng viện Đức của khu vực bầu cử Ploen-Neumuenster là Philipp Murmann (Liên minh Dân chủ Cơ Đốc) - với 38,6 phần trăm số phiếu bầu trong cuộc bầu cử năm 2009 - và đại biểu của Hạ viện Đức ở Kiel là Werner Kalinka (Liên minh Dân chủ Cơ Đốc) - 35,7 phần trăm phiếu bầu.

## Kinh tế
Vì vị trí địa lý gần với Ostseebad Hohwacht, nhiều du khách cũng thường xuyên đến Lütjenburg. Thường các du khách đến đây để mua sắm hay tham quan các danh lam thắng cảnh ví dụ như "Tháp Bismarck".
Trung đoàn phòng không số 6 của Bundeswehr cũng đóng ở Lütjenburg. Bundeswehr là chủ lao động lớn nhất trong vùng.

## Giáo dục
Thành phố Lütjenburg có một trường tiểu học, một trường trung học cơ sở dành cho các học sinh giỏi mang tên "Hauptschule", một trường trung học cơ sở mang tên "Realschule" và một trường trung học phổ thông mang tên "Gymnasium". Các trường này nằm trong một tổ chức mang tên "Schulzentrum Lütjenburg", nhưng chúng chỉ thống nhất về mặt vị trí. Lütjenburg
cũng có một trường đặc biệt mang tên "Otto-Mensing-Schule" dành cho các học sinh có sức học và khả năng tiếp thu kém.

## Thành phố kết nghĩa
- Breitenstein
- Rakvere (Estonia)
- Sternberg (Mecklenburg-Tây Pomerania)
- Bain-de-Bretagne (Pháp)